# شافعية
الشافعية أو المذهب الشافعي أو الفقه الشافعي اشتهر هذا المصطلح منذ البدايات المبكرة لنشوء المدارس الفقهية السنية المختلفة، لكنه بالتأكيد ظهر في حياة الإمام محمد بن إدريس الشافعي (150-204 هـ) الذي ينسب إليه المذهب الشافعي.
ويعتمد المذهب الشافعي في استنباطاته وطرائق استدلاله على الأصول التي وضعها الإمام الشافعي بشكل عام، لكن ليس بالضرورة أن تتوافق آراء المذهب الشافعي مع آراء الإمام الشافعي نفسه، بل قد يكون المذهب استقر على ورجّح خلاف ما رجحه الشافعي، لكن الأصول وطرائق الاستدلال واحدة.
ومما يُذكر أن الإمام الشافعي يُعد أول من دوّن كتاباً متكاملاً في العلم المعروف بأصول الفقه وذلك في كتابه الشهير الرسالة، كما دوّن كتباً أخرى منها: (الحجة) وهو الكتاب الفقهي الذي دوّنه أولاً في العراق ثم أعاد تأليفه وغير مذهبه في بضع عشرة مسألة فقهية فيه عندما سكن القاهرة وسمى الكتاب (الأم).

## الطور الأول: التكوين والنضج
يبدأ هذا الطور من زيارة الإمام الشافعي الثانية إلى بغداد سنة 195 هـ إلى وفاته سنة 204 هـ. ويتضمن هذا الطور مرحلتين أساسيتين؛ هما:
- المرحلة الأولى: ما بين عامي (195 هـ) و (199 هـ)، وهي مدة إقامته في العراق؛ وفيها ظهر مذهبه القديم؛ مستقلاً به عن اجتهادات شيخه الإمام مالك بن أنس في أصوله وفروعه. وتمثلت آراؤه القديمة في كتابيه: (الحُجَّة) في الفقه، و (الرسالة القديمة) العراقية في أصول الفقه.
- المرحلة الثانية: ما بين عامي (199 هـ) و (204 هـ)، وهي مدة إقامته في مصر؛ وفيها نَقَّح مذهبه القديم وحرَّره؛ فغيَّر عدداً من اجتهاداته، وصحَّح بعض أقواله؛ وقد ضمَّنها كتبه التي ألَّفَها في مصر. وهو ما سُمِّي بعد ذلك بـ«المذهب الجديد». وتمثَّلت في كتابَيْهِ: (الأم) في الفقه، و (الرسالة الجديدة) المصرية في أصول الفقه.

## الطور الثاني: نقل المذهب وروايتُه واستقراره
يبدأ هذا الطور من وفاة الإمام الشافعي سنة (204 هـ) إلى وفاة الإمام حجة الإسلام أبو حامد الغزالي سنة 505 هـ. ويتضمن هذا الطور أيضاً مرحلتين أساسِيَّتين؛ هما:
- المرحلة الأولى: ما بين عامي (204 هـ) و (270 هـ)، وهي نَقْلُ المذهب وروايته، وفيها روى أصحاب الإمام الشافعي المصريون مذهبه الجديد، ونَقَلُوه في مصنَّفاتهم، وعَرَّفُوه غيرهم من أصحاب المذاهب الفقهية. وسنة (270 هـ) هي سنة وفاة آخر تلاميذ الإمام الشافعي، وراوي كُتبه: الإمام الربيع المُرادي.
- المرحلة الثانية: ما بين عامي (270 هـ) و (505 هـ)، وهي فترة استقرار المذهب، وظهوره ظهوراً مستقلاً؛ بفقهائه ومصنَّفاته. وسنة (505 هـ) هي سنة وفاة الإمام الغزالي، له منزلة مرموقة بين أعلام الشافعية؛ سواء على صعيد التأليف الفقهي، أو التأليف الأصولي.[3] قال اليوسف: «وكتب المذهب الشافعي التي جاءت بعد الغزالي كلها متفرعة من كتبه».[4]

وفي القرنين الرابع والخامس الهجريَّيْن ظَهَرت طريقتان في التصنيف في فقه الشافعية؛ عُرِفَت الأولى: بطريقة العراقيين، والثانية: بطريقة الخُراسانيِّين. قال الإمام النووي في الإشارة إلى الطريقتين وصْفاً ومقارنةً: «واعلم أن نَقْلَ أصحابنا العراقيين لنصوص الشافعي، وقواعد مذهبه، ووجوه متقدمي أصحابنا أتقَن وأثبت من نقْلِ الخراسانيِّين غالباً، والخراسانيُّون أحسن تصرفاً، وبحثاً، وتفريعاً، وترتيباً غالباً».
فَمِن أشهَر أعلام طريقة العراقيين: الإمام أبو حامد الإسفراييني (ت 406 هـ)، والقاضي أبو الطيب الطبري (ت 450 هـ)، والإمام أبو الحسن الماوردي (ت 450 هـ) وغيرهم.
ومن أشهر أعلام طريقة الخُراسانيِّين: الإمام أبو بكر المَرْوَزي؛ المعروف بالقَفَّال الصغير (ت 416 هـ)، والإمام أبو محمد الجويني (والد إمام الحرمين أبو المعالي الجويني) (ت 438 هـ)، والقاضي حسين (ت 462 هـ).
ثم جاء بعض الفقهاء فجمعوا بين الطريقَتيْن: الإتقان والترتيب؛ ومنهم: الإمام فخر الإسلام أبو المحاسن الروياني (ت 501 هـ)، وابن الصباغ (ت 477 هـ)، وإمام الحرمين الجويني (ت 478 هـ)، وأبو بكر الشاشي (ت 505 هـ)، وحجة الإسلام الغزالي (ت 505 هـ).

## الطور الثالث: تنقيح المذهب وتحريره
يبدأ هذا الطور من وفاة الإمام الغزالي سنة (505 هـ)، إلى وفاة الإمام شمس الدين الرملي سنة (1004 هـ). ويتضمن هذا الطور ثلاث مراحل؛ هي:
- المرحلة الأولى: ما بين عامي (505 هـ) و (676 هـ)، وتُعد هذه المرحلة بداية التنقيح لمذهب الإمام الشافعي، ويُسمَّى التنقيح الأول، ويتضمَّن جهود الإمامين: أبو القاسم الرافعي (ت 623 هـ) ومحيي الدين النووي (ت 676 هـ) في تنقيح المذهب الشافعي وتهذيبه. وبرز دور الإمام الرافعي في تنقيح المذهب عند تأليفه كتاب (المُحرر) المأخوذ من كتاب (الوجيز) للإمام الغزالي، فكان هو المعوَّل عليه عند الشافعية في تحقيق قول المذهب، ثم ألَّف كتاباً موسوعياً شرح فيه كتاب (الوجيز)؛ سمّاه (العزيز شرح الوجيز)، وغيرهما. وبعد وفاة الإمام الرافعي ظهر جُهد الإمام النووي في تنقيح المذهب بناء على ما قام به الإمام الرافعي؛ فاختصر كتاب (العزيز شرح الوجيز)؛ في كتابه (روضة الطالبين وعمدة المفتين)، وصنَّف (منهاج الطالبين وعمدة المفتين) مختصراً به كتاب الرافعي (المحرر)؛ فحرر ونقّح فيهما مذهب الشافعي. ومن جهوده الفذة في التحرير والتنقيح: كتاب (المجموع) شرح (المُهَذَّب) للإمام أبي إسحاق الشيرازي، لكنه مات قبل إكماله.[7]
- المرحلة الثانية: ما بين عامي (676 هـ) و (926 هـ)، من وفاة الإمام النووي إلى سنة وفاة الإمام شيخ الإسلام زكريا الأنصاري (ت 926 هـ)، وتُمثِّل هذه المرحلة الجهود المُمَهِّدة للتنقيح الثاني في المذهب الشافعي. فبرز فيها علماء أفذاذ من علماء الشافعية؛ انصَبَّت جهودهم على الشرح والتحشية لكتب الإمامين الرافعي والنووي خاصة، ومن سَبَقَهما عامة. ومن علماء هذه المرحلة: ابن الرفعة (ت 710 هـ)، وكتابه (المَطْلَب) شرح (الوسيط) للغزالي، والإمام شيخ الإسلام تقي الدين السبكي (ت 756 هـ)، وكتابه (الابتهاج) شرح (المنهاج) للنووي، وغيرهما: كبدر الدين الزركشي (ت 794 هـ)، والإمام سراج الدين البلقيني (ت 805 هـ). وخاتمتُهم: الإمام المحقق شيخ الإسلام زكريا الأنصاري.

ومن مميزات هذه المرحلة بروز التأليف في أصول الفقه تحقيقاً وتحريراً، ولا سيَّما كتب التخريج؛ ككتاب الإمام شهاب الدين الزنجاني (ت 656 هـ): (تخريج الفروع على الأصول)، وكتاب جمال الدين الإسنوي (ت 772 هـ) بالعنوان نفسه. وكذلك التأليف في القواعد الفقهية، بل للشافعية سَبق التأليف في هذا الفن؛ ومن أشهر هذه الكتب:
1. كتاب: (الأشباه والنظائر)، للإمام صدر الدين ابن الوكيل (ت 716 هـ).
2. كتاب: (الأشباه والنظائر)، للإمام تاج الدين السبكي (ت 771 هـ).
3. كتاب: (القواعد)، للإمام تقي الدين الحصني (ت 829 هـ).
4. كتاب: (الأشباه والنظائر) للإمام جلال الدين السيوطي (ت 911 هـ).

- المرحلة الثالثة: ما بين عامي (926 هـ) و (1004 هـ)، وتُعد هذه المرحلة خاتمة التنقيح لمذهب الإمام الشافعي، ويُسمَّى التنقيح الثاني، ويتضمن جهود الإمامين: ابن حجر الهيتمي (ت 974 هـ)، وشمس الدين الرملي (ت 1004 هـ)؛ اعتماداً على جهود إمامي التنقيح الأول. وبرز دور الإمامين: الهيتمي والرملي في تنقيح المذهب في ابتناء جهدهما على جُهد الإمامين: الرافعي والنووي؛ ترجيحاً واختياراً في المسائل التي اختلفا فيها، بالإضافة لاجتهادهما (أي: الهيتمي والرملي) في المسائل المستجدة التي لم يبحثها النووي والرافعي. والدليل على صورة التنقيح الثاني وابتنائه على جهد الإمامين: الرافعي والنووي؛ أن من أشهر كتب الإمامين: الهيتمي والرملي إنما هي شرحهما لكتاب الإمام النووي (المنهاج).

## الطور الرابع: خدمة مصنفات التنقيحين الأول والثاني للمذهب (1004 هـ - 1335 هـ)
يعد هذا الطور من تاريخ المذهب الشافعي خادماً لكتب أئمة المذهب؛ إذ قَلَّ -بعد تنقيح المذهب واعتماد ما حُرِّر منه- مَن أعاد النظر فيها تهذيباً، أو تخريجاً، أو ترجيحاً، وإنما فَشَت في هذا الطور الحواشي الفقهية على مؤلفات الأئمة السابقين. ومن تلك الحواشي وأشهرها: حاشيتا شهاب الدين القليوبي (ت 1069 هـ) وشهاب الدين أحمد البرلسي الملقب بعُمَيرة (ت 957 هـ) على (كنز الراغبين) لجلال الدين المحلي (ت 864 هـ) شرح (المنهاج) للإمام النووي. ومنها: حاشية علي الشبراملسي (ت 1087 هـ) على (نهاية المحتاج) للإمام شمس الدين الرملي. ومنها: حاشية سليمان بن عمر بن منصور العجيلي الأزهري، المعروف بالجمل (ت 1204 هـ) على (شرح منهج الطلاب) لشيخ الإسلام زكريا الأنصاري.

## أصول الاستنباط العامة في المذهب
وهو ما يعبِّر عنه أيضاً بـ: «أصول مذهب الإمام الشافعي». يُعد الإمام الشافعي أول من صنَّف في أصول الفقه، ورسالته التي ألفها في هذا العلم هي أول مصنف فيه وصل إلينا؛ وبهذا يكون الشافعي قد انفرد بتدوين أصول مذهبه؛ فكفى أتباعه العبء الذي تحمَّله غيرهم، باستنباط أصول مذاهبهم من فروعهم، وقد رتَّب الشافعي أصول استنباطه، وتحدَّث عنها بالتفصيل وأجملها في أكثر من موضع من كتابيه: (الرسالة) و (الأم). يقول الأستاذ علي الخفيف: «وقد امتاز مذهب الشافعي بأصوله التي ذكرها صاحبه، ففصَّلها وناضل عنها في كتابيه (الأم) و (الرسالة)؛ التي وضعها في هذا الغرض، فكانت أصولاً لمذهبه مقطوعاً بها غير مظنونة؛ مرويَّة عن الشافعي نفسه، غير مستنبطة من النظر في مذهبه».
فمن أقوال الإمام الشافعي الدالة على أصول مذهبه:
- قوله في كتابه (الأم): «إنما الحُجَّة في كتاب، أو سنة، أو أثر عن بعض أصحاب النبي صلى الله عليه وسلم، أو قول عامة المسلمين؛ لم يختلفوا فيه، أو قياس داخل في معنى بعض هذا».[11]
- وقال أيضاً: «والعلم من وجهَيْن: اتباع أو استنباط. والاتباع: اتباع كتاب، فإن لم يكن؛ فسنة؛ فإن لم تكن؛ فقول عامة من سَلَفَنا لا نعلم له مخالفاً؛ فإن لم يكن؛ فقياس على كتاب الله جل وعز؛ فإن لم يكن؛ فقياس على سنة رسول الله صلى الله عليه وسلم؛ فإن لم يكن؛ فقياس على قول عامة من سَلَف لا مخالف له».[12]

إذاً؛ فالأصول الفقهية للمذهب الشافعي خمسة؛ وهي على الترتيب:

### الأصل الأول:القرآن
فالقرآن عند الشافعي هو أصل الدين، والمصدر الأول للتشريع؛ فقد قال: «فليست تنزل في أحدٍ من أهل دين الله نازلة إلا وفي كتاب الله الدليل على سبيل الهدى فيها». وقال أيضاً مُبيِّناً: «وليس يُؤمر أحدٌ أن يَحكُم بحق إلا وقد علم الحق، ولا يكون الحق معلوماً إلا عن الله نصاً، أو دلالة من الله؛ فقد جعل الله الحق في كتابه، ثم سُنة نبيه صلى الله عليه وسلم؛ فليس تنزل بأحدٍ نازلة إلا والكتاب يدل عليها نصاً أو جملةً».

### الأصل الثاني:السنة
لكنه مرة يجعلها في مرتبة واحدة مع القرآن؛ فيقول: «العلم طبقات شتَّى: الأولى الكتاب والسنة إذا ثبتت...». ومرة يجعلهما مرتَبَتَيْن؛ فالأولى: الكتاب، والثانية: السنة؛ فيقول: «...والاتباع: اتباع كتاب؛ فإن لم يكن؛ فسنة...». والظاهر أنه إنما أراد بيان أن السنة مُبيِّنة للقرآن ومفصِّلة له، وهكذا تكون مع القرآن في مرتبة واحدة، أو هما في مرتبة واحدة من حيث وجوب العمل بهما، وفي مَرتبتَيْن من حيث الرجوع إليهما. وكان الشافعي يرى أن وجوب قبولنا للسنة إنما هو بما فرضه الله في القرآن من طاعة الرسول ﷺ، فيقول: «وقد فرض الله في كتابه طاعة رسوله صلى الله عليه وسلم والانتهاء إلى حُكمه؛ فَمَن قَبِلَ عن رسول الله؛ فَبِفَرض الله قَبِل». وقد تصدَّى الشافعي للرد على فئات ثلاث تَنْتَسب إلى الإسلام، ويجمعها إنكار حُجِّيَّة السنة؛ أما الطائفة الأولى: فقد أنكرت حُجية السنة كلها، وأنكرت الطائفة الثانية ما زاد منها على القرآن، وأنكرت الطائفة الثالثة حُجية أخبار الآحاد، أو أخبار الخاصة كما يسمِّيها الإمام الشافعي.
ولقد قرَّر الإمام الشافعي بمدى مقياس صدق الرواية، وقبولها عنده في قوله: «لا تقوم الحُجَّة بخبر الخاصة حتى يَجمَعَ أموراً؛ منها: أن يكون من حَدَّث به ثقة في دينه، معروفاً بالصدق في حديثه، عاقلاً لما يُحدِّث به، عالماً بما يُحيل معاني الحديث من اللفظ. وأن يكون ممن يؤدي الحديث بحروفه كما سمع؛ لا يُحدِّث به على المعنى؛ لأنه إذا حدَّث على المعنى -وهو غير عالم بما يُحيل معناه- لم يَدْرِ؛ لعله يُحيل الحلال إلى حرام، وإذا أدَّاه بحروفه؛ فلم يبق وجهٌ يُخاف فيه إحالته الحديث. حافظاً إذا حدَّث به من حفظه، حافظاً لكتابه إذا حدَّث من كتابه. إذا شَرِكَ أهل الحفظ في الحديث وافق حديثهم. بريَّا (يعني أن يكون بريئاً) من أن يكون مُدلِّساً يُحدِّث عن من لَقِي ما لم يَسمع منه، ويُحدِّث عن النبي صلى الله عليه وسلم ما يُحدِّث الثقات خلافه عن النبي صلى الله عليه وسلم. ويكون هكذا من فوقه ممن حدَّثه حتى يُنتَهَى بالحديث موصولاً إلى النبي أو إلى من انتهى به إليه دونه؛ لأن كل واحد منهم مُثْبِت لمن حدَّثه، ومُثبت على مَن حدَّث عنه؛ فلا يُستغنى في كل واحد منهم عمّا وصَفْت». وكان يقول: «متى عرفت لرسول الله صلى الله عليه وسلم حديثاً، ولم آخذ به؛ فأنا أٌشهدكم أن عقلي قد ذهب».

### الأصل الثالث:الإجماعفيما ليس فيه كتاب ولا سنة
فقد قرر الإمام الشافعي أن الإجماع حُجة، ويأتي في المرتبة الثالثة بعد الكتاب والسنة، واستدل على ذلك بقوله تعالى: ﴿وَمَنْ يُشَاقِقِ الرَّسُولَ مِنْ بَعْدِ مَا تَبَيَّنَ لَهُ الْهُدَى وَيَتَّبِعْ غَيْرَ سَبِيلِ الْمُؤْمِنِينَ نُوَلِّهِ مَا تَوَلَّى وَنُصْلِهِ جَهَنَّمَ وَسَاءَتْ مَصِيرًا ۝١١٥﴾ [النساء:115]. ومن قوله في تقرير هذا الأصل على الترتيب المذكور: "والعلم من وجهين: اتِّباع، واستنباط. والاتباع: اتباع كتاب؛ فإن لم يكن؛ فسنة؛ فإن لم تكن؛ فقول عامة من سَلَفَنا لا نعلم له مخالفاً". وسُئِل الإمام الشافعي في سياق طويل ناقش فيه الإجماع: "قال: فهل من إجماع؟ قلت: نعم؛ نحمد الله، كثيرٌ في جملة الفرائض التي لا يَسَع جهلها، وذلك الإجماع هو الذي لو قلت: أجمع الناس لم تجد حولك أحداً يعرف شيئاً؛ يقول لك ليس هذا بإجماع. فهذه الطريق التي يُصَدَّق بها من ادعى الإجماع فيها، وفي أشياء من أصول العلم دون فروعه، ودون الأصول غيرها". وقال أيضاً: "لست أقول - ولا أحد من أهل العلم -: "(هذا مجتمعٌ عليه)؛ إلا لما لا تَلْقَى عالماً أبداً إلا قاله لك، وحكاه عن من قبله؛ كالظهر أربع، وكتحريم الخمر، وما أشبه هذا".

### الأصل الرابع: قولالصحابيإذا لم يُعْلَم له مخالف
وهو حُجة عنده إذا خَلَت المسألة من كتاب أو سنة أو إجماع. قال الإمام الشافعي في كتاب الأم: "ما كان الكتاب والسنة موجودين؛ فالعُذر عمَّن سَمِعَهُما مقطوعٌ إلا باتباعهما، فإذا لم يكن ذلك صِرْنا إلى أقاويل أصحاب رسول الله صلى الله عليه وسلم، أو واحدٍ منهم، ثم كان قول الأئمة أبي بكر، أو عمر، أو عثمان؛ -إذا صِرْنا فيه إلى التقليد- أحب إلينا، وذلك إذا لم نجد دلالة في الاختلاف تدل على أقرب الاختلاف من الكتاب والسنة؛ فنتَّبع القول الذي معه الدلالة". ثم قال بعد ذلك مُعللاً: "لأن قول الإمام مشهورٌ بأنه يلزمُه الناس، ومن لزم قوله الناس؛ كان أشهر ممن يفتي الرجل أو النفر، وقد يأخذ بفتياه أو يدعها، وأكثر المفتين يفتون للخاصة في بيوتهم ومجالهم، ولا تُعنى العامة بما قالوا؛ عنايتَهم بما قال الإمام". فهذا الأصل عنده يأتي بعد الأصول الثلاثة المتقدِّمة، وهو مُقدَّم على القياس؛ كما دل عليه قوله في كتابه الأم: "إنما الحُجة في كتاب، أو سنة، أو أثر عن بعض أصحاب النبي صلى الله عليه وسلم، أو قول عامة المسلمين؛ لم يختلفوا فيه، أو قياس داخلٍ في معنى بعض هذا". لكنه عند اختلاف الصحابة يأخذ بأقرب أقوالهم إلى التنزيل، ثم إلى القياس؛ قال الإمام الشافعي: "نَصِير منها إلى ما وافق الكتاب، أو السنة، أو الإجماع، أو كان أصحَّ في القياس". وقال أيضاً: ولو اختلف بعض أصحاب النبي صلى الله عليه وسلم في شيء؛ فقال بعضهم فيه شيئاً، وقال بعضهم بخلافه؛ كان أصل ما نذهب إليه أنَّا نأخذ بقول الذي معه القياس".

### الأصل الخامس:القياس
وهو في المرتبة الخامسة؛ فقد قرر الإمام الشافعي أن الفقيه حين لا يجد شيئاً من المصادر السابقة؛ فإن عليه أن يجتهد في تعرُّف الحكم الشرعي. و (الاجتهاد) و (القياس): اسمان لمعنى واحد. يقول الإمام الشافعي: «كل ما نَزَل بمسلم ففيه حكْمٌ لازم، أو على سبيل الحق فيه دلالة موجودة، وعليه إذا كان فيه حُكْمٌ-: اتِّباعُه، وإذا لم يكن فيه بعينه طَلَب الدلالة على سبيل الحق فيه بالاجتهاد. والاجتهاد القياس». وقال موضحاً مرتبة القياس من الأدلة: «وجِهَة العلم بعد الكتاب، والسنة، والإجماع، والآثار: ما وصفت من القياس عليها».
ولبيان ترتيب الأدلة -على ما سبق ذكره- من قول الإمام الشافعي ما نصُّه: «والعلم طبقات شتَّى: الأولى: الكتاب والسنة إذا ثَبَتَت السنة. ثم الثانية: الإجماع فيما ليس فيه كتاب ولا سنة. والثالثة: أن يقول بعض أصحاب النبي صلى الله عليه وسلم، ولا نعلَم له مخالفاً منهم. والرابعة: اختلاف أصحاب النبي صلى الله عليه وسلم في ذلك. والخامسة: القياس على بعض الطبقات، ولا يُصار إلى شيء غير الكتاب والسنة، وهما موجودان، وإنما يؤخذ العلم من أعلى».
وقد عقد الإمام الشافعي في الجزء السابع من كتابه الأم فصلاً تحت عنوان: (كتاب إبطال الاستحسان)؛ أقام فيه الأدلة المتتالية من القرآن على أن الله أوجب اتِّباع كتابه ونبيه، وأنه أكمل الوحي قبل أن يموت نبيه، فلا يجوز للناس أن يحكموا إلا على ما حسب يُظهره الله لهم من أحوالهم؛ دون ما قد يَجوس بقلوبهم من ظنٍّ بباطنهم. والذي قصده الإمام الشافعي إنما هو الاستحسان بقصد التشهِّي والهوى، وهذا لم يختلف الأئمة الأربعة في ردِّه ورفضِه؛ إذ ليس الاستحسان الذي يَعمل به الفقهاء شيئاً من ذلك، بل هو عملٌ بدليل من الأدلة؛ فهو إمَّا ترجيح دليل على آخر بمُرَجِّح، أو استثناء من أمر كلي بناءً على دليل، وغير ذلك. والذي يظهر أن الإمام الشافعي لا يَعُدُّ غير ما ذُكِر من الأصول أساساً للتشريع على ما وُصِف بيانه سابقاً؛ وذلك كالعمل بالمصالح المُرْسَلة، والاستصحاب، والعُرْف، وإن كان يرى العمل بها في استنباط الأحكام الشرعية.

## أشهر مصنفات المذهب

كتاب الأم للإمام الشافعي.

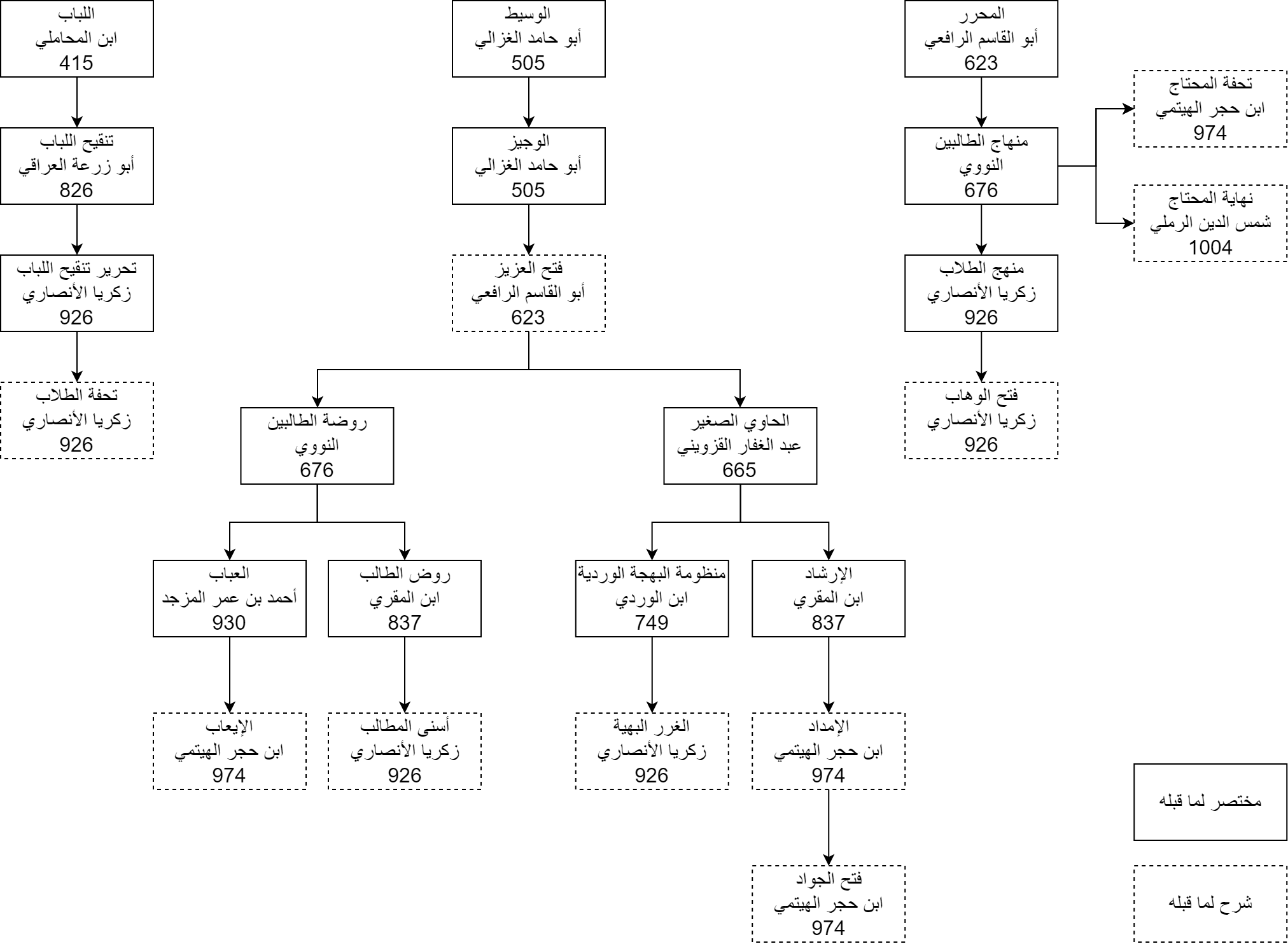
شجرة لأهم كتب الشافعية مع اسم المؤلف وسنة وفاته

تتالت المصنفات الفقهية بعد الإمام الشافعي، وكان لتلك المصنفات اشتهار واعتماد في أعصر دون أخرى، ولبعضها لمعانٌ أكثر من غيرها، واستحوذت كُتُبٌ على الأنظار؛ وهي: (المختصر) للمُزَني، و (التنبيه) و (المهذب) لأبي إسحاق الشيرازي، وكل من (الوسيط) و (الوجيز) للغزالي. ونصَّ الإمام النووي على أن هذه الكتب الخمسة هي المشهورة عند الشافعية، ويتداولونها أكثر من غيرها. ثم برزت في القرن السابع كتب أخرى، ولم تُفقِد تلك الكتب الخمسة بريقها، ولكن غطَّت عليها هذه الكتب الجديدة؛ وهي مصنفات الشيخين: أبو القاسم الرافعي والنووي. ثم استمرت حركة التصنيف في المذهب الشافعي في القرن العاشر بعد الشيخين وتوالت، وبَرَزَت مصنفات قيِّمة، وأعلام كبار، إلا أن هناك أربع شخصيات لا تزال إلى هذا الساعة مَحَطَّ الأنظار، وكتبهم قِبلة الشافعية في الإفتاء، حتى كانت أكثر الحواشي عليها، وجُلُّ التدريس لها. وتشترك هذه الكتب في أنها اعتَنَت بكتاب (المنهاج) للنووي؛ هذا من جهة، ومن جهة أخرى أن مؤلِّفيها تواكبوا في عصر واحد. وهذه الشخصيات هي:
1. شيخ الإسلام زكريا الأنصاري.
2. وتلميذه شيخ الإسلام ابن حجر الهيتمي.
3. الخطيب الشربيني.
4. الجمال الرملي.

ومن أشهر مصنَّفات المذهب الشافعي وفق أبرز المحطات المؤثرة في مسيرة التصنيف الفقهي عند الشافعية:

### أهم الكتب المصنَّفة في طَوْرَي التكوين
من أهم الكتب المصنَّفة في طَوْرَي التكوين ونقْل المذهب وروايته واستقراراه:
1. كتاب (الأم)؛ للإمام الشافعي.
2. كتاب (المختصر) للمُزني (ت 264 هـ)، وقد اختصره من كتاب (الأم) لشيخه الإمام الشافعي، وعليه أكثر اعتناء الشافعية بعده.
3. كتاب (المهذب)؛ لأبي إسحاق الشيرازي (ت 476 هـ).
4. كتب الإمام الغزالي؛ وأجَلّها (الوسيط).

### أهم الكتب المصنَّفة في طور التنقيح والتحرير
1. كتاب (المُحرَّر) للإمام الرافعي.
2. كتاب الشرح الكبير (العزيز شرح الوجيز) للرافعي كذلك، وهو شرح لكتاب الإمام الغزالي (الوجيز).
3. كتاب (منهاج الطالبين وعمدة المفتين)؛ للإمام محيي الدين النووي؛ اختصره من (المحرر) للرافعي.
4. كتاب (روضة الطالبين وعمدة المفتين) للنووي كذلك؛ اختصره من كتاب (العزيز شرح الوجيز)؛ للرافعي.
5. كتب شيخ الإسلام زكريا الأنصاري؛ لا سيَّما (فتح الوهاب بشرح منهج الطلاب)؛ الذي اختصره من (منهاج الطالبين) للنووي.
6. كتاب (تُحفة المحتاج بشرح المنهاج)؛ لشيخ الإسلام ابن حجر الهيتمي.
7. كتاب (مُغني المحتاج إلى معرفة معاني ألفاظ المنهاج)؛ للخطيب الشربيني.
8. كتاب (نهاية المحتاج إلى شرح المنهاج)؛ لشيخ الإسلام شمس الدين الرملي.

### أهم الموسوعات الفقهيَّة في المذهب الشافعي
1. كتاب (الحاوي الكبير في فقه مذهب الإمام الشافعي)؛ لأبي الحسن الماوَرْدِي، وهو شرح لـ (مختصر المُزني).
2. كتاب (نهاية المطلب في دراية المذهب)؛ لإمام الحرمين أبو المعالي الجويني (ت 478 هـ)، شَرَح فيه كتاب (مختصر المُزني) كذلك.
3. كتاب (البيان في مذهب الإمام الشافعي) للإمام يحيى بن أبي الخير العِمْراني اليماني (ت 558 هـ)، وهو شرح لكتاب (المُهذَّب) للإمام أبي إسحاق الشيرازي.
4. كتاب (المجموع) للإمام النووي، وهو شرح كذلك لـ (المهذب) للإمام الشيرازي.

### أهم كتب الفتاوى في المذهب الشافعي
1. كتاب (الفتاوى الكبرى الفقهية)؛ لشيخ الإسلام ابن حجر الهيتمي.
2. كتاب (فتاوى الرملي) لشيخ الإسلام شهاب الدين الرملي (ت 957 هـ)، جمعها: ابنه، شيخ الإسلام شمس الدين الرملي مجدد القرن العاشر.

## أشهر مصطلحات المذهب الفقهية
يستعمل أصحاب المذاهب الفقهية مصطلحات في كتبهم، يعتمدونها في التعبير عن آرائهم واختياراتهم الفقهية، طلباً للاختصار؛ لا سيَّما مع الحاجة إلى تكرارها، ولها في كل مذهب معان مختلفة.

### أولاً: مصطلحات لبيان تعدد الأقوال والأوجه
- القول القديم: وهو قول الإمام الشافعي ببغداد، أو قبل قدومه مصر.[32]
- القول الجديد: وهو قول الإمام الشافعي بعد إقامته بمصر.[32]
- الأقوال: يدل على وجود الخلاف بين أقوال الإمام الشافعي.[33]
- القولان: يدل على وجود الخلاف بين قولين للإمام الشافعي، والأرجح ما نص على أرجَحِيَّته منهما.[33]
- الطُّرُق: يطلق على اختلاف الأصحاب في حكاية المذهب.[34]
- الأوْجُه أو الوجوه: يدل على وجود الخلاف بين أكثر من وجه للأصحاب، والتي استنبطوها بناءً على الأصول العامة للمذهب، والقواعد التي رسمها الإمام الشافعي.[35]

### ثانياً: أشهر مصطلحات الترجيح والاختيار
- المذهب: يدل على وجود الخلاف بين أصحاب الشافعي في حكاية المذهب، وأن المذهب هو الراجح والمفتى به.[36]
- النص: يدل على أنه من أصول الشافعي، وهو الراجح من الخلاف في المذهب.[37]
- المنصوص: يدل على أنه إما قولٌ للشافعي، أو نصٌ له، أو وَجْهٌ للأصحاب، وأنه الراجح من الخلاف.[38]
- المشهور: يدل على وجود الخلاف في أقوال الشافعي، وأنه الراجح، والخلاف هنا ضعيف لضعف مَدْرَكِه.[39]
- الأظهر: يدل على وجود الخلاف في أقوال الشافعي، وأنه الراجح، والخلاف هنا قويٌ لقوة مَدْرَكِه.[40]
- الأصح: هو لبيان الراجح من الوجهين أو الوجوه لأصحاب الشافعي، والخلاف قوي.[41]
- الصحيح: هو لبيان الراجح من الوجهين أو الوجوه لأصحاب الشافعي، والخلاف ضعيف.[42]
- الراجح: يدل على أن أرجح أقوال الإمام الشافعي يُعرف بترجيح الأصحاب له، أو بالنص عليه.[43]
- في قولٍ أو في وَجْهٍ: يدل على وجود الخلاف، وأنه مترَدَّدٌ بين كونِهِ من أقوال الشافعي، أو من أوجه الأصحاب، وأن الوجه أو القول ضعيف، وأن مقابله في القول: الأظهر، أو المشهور، وفي الوجه: الأصح، أو الصحيح.[44]

### ثالثاً: مصطلحات توضيحية
- مقتضى الكلام أو قضية الكلام: هو الحكم بالشيء لا على وجه الصراحة.[45]
- حاصل الكلام: يقال للتفصيل بعد إجمال.[46]
- مُحَصَّل الكلام: يُقال للإجمال بعد التفصيل.[46]
- تحرير الكلام، أو تنقيحه: إشارة إلى قصور في عبارة الأصل، أو اشتماله على حشْو.[45]
- قال بعض العلماء: تُستعمل إذا كان المنقول عنه حياً؛ لأنه ربما رَجَعَ عن قوله، فإذا مات صرَّحوا باسمه.[45]

### رابعاً: أشهر مصطلحات الأعلام
- الإمام: هو إمام الحرمين الجويني (ت 478 هـ).
- القاضي: القاضي حسين.
- الشيخان: الرافعي والنووي.
- الشيوخ: الرافعي والنووي والسبكي.
- القاضيان: الروياني، والماوردي.[47]

## أماكن الانتشار

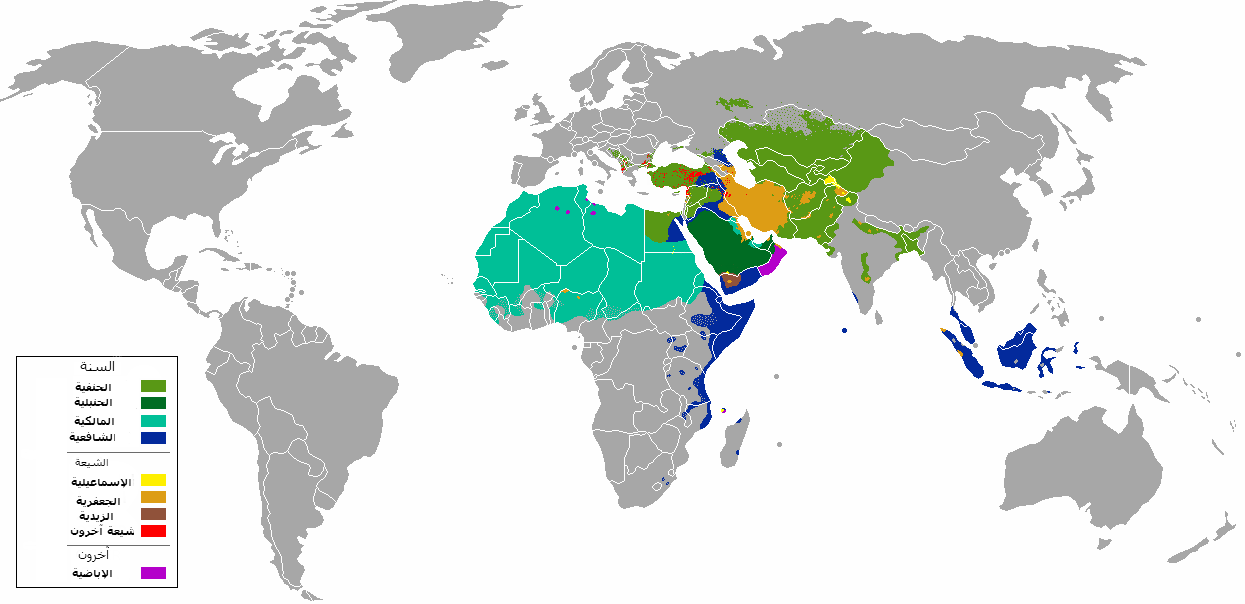
انتشار المذاهب حول العالم.

ينتشر المذهب الشافعي في مختلف بقاع الأرض، حيث يوجد بشكل كبير في بلاد الشام ومصر وإندونيسيا وماليزيا وشرق أفريقيا وجنوب الهند وتعتبر الغالبية الكبرى في اليمن وتنتشر في أجزاء من الحجاز وتهامة وفي الأحساء في المنطقة الشرقية وفي مناطق جازان وعسير جنوب السعودية ، وفي وسط العراق وإقليم كردستان، وفي أجزاء من إيران وجنوب سلطنة عمان وفي بلاد القوقاز كمثل داغستان والشيشان.

### الشافعية فيالسعودية
تتبنى الدولة السعودية المذهب الحنبلي في القضاء بشكل عام، ولا يوجد ما يمنع حرية التمذهب في السعودية  ويتركز الشافعية في الحجاز وتهامة وفي الأحساء في المنطقة الشرقية وفي مناطق جازان وعسير في جنوب السعودية.
أما هيئة كبار العلماء فمنذ تأسيسها في عهد الملك عبد العزيز بن عبد الرحمن وهي تحتوي على المذاهب الأربعة وكان يمثل المذهب الشافعي فيها الشيخ عبد المجيد حسن.

### الشافعية فيالشام
ينتشر المذهب الشافعي بشكل كبير في الشام عموما وفي فلسطين حيث مسقط راس الإمام الشافعي في غزة خاصة، وفي بعض المحافظات في سورية فمن أشهر علماء المذهب الشافعي الشيخ حسن حبنكة الميداني ، الشيخ أحمد كفتارو، الدكتور الشيخ مصطفى الخن، الشيخ رشدي سليم القلم، الدكتور الشيخ مصطفى البغا، الدكتور الشيخ محمد حسن هيتو، الشيخ محي الدين مستو، الشيخ الدكتور محمد سعيد رمضان البوطي، الدكتور محمد الزحيلي.

## أبرز علماء الشافعية
- ابن حجر العسقلاني

كتاب طبقات الشافعية الكبرى تأليف: شيخ الإسلام تاج الدين السبكي.

كتاب طبقات الفقهاء الشافعية للإمام تقي الدين بن الصلاح، تهذيب الإمام النووي، تنقيح الإمام المزّي.

كتاب طبقات الفقهاء الكبرى ويشتمل على تراجم الشافعية من بعد الإمام الشافعي إلى عصر الإمام محمد بن عبد الرحمن الدمشقي العثماني.

كتاب طبقات الشافعية لابن قاضي شهية بدأ كتابه بعلماء القرن الثالث الهجري وانتهى بعلماء سنة 840هـ، وبلغ عدد تراجمه إلى 784 ترجمة، والكتاب مقسم إلى 29 طبقة.

- زكريا الأنصاري (تلميذ ابن حجر العسقلاني).
- عز الدين بن عبد السلام
- عبد القادر الجيلاني
- أبو القاسم الرافعي
- أحمد بن علي الرفاعي
- فخر الدين الرازي
- جلال الدين السيوطي
- أبو حامد الغزالي
- يحيى بن شرف النووي
- ابن حبان
- ابن فورك
- ابن كثير الدمشقي
- ابن الجزري
- الربيع بن سليمان الجيزي.
- الربيع بن سليمان المرادي.
- يوسف بن يحيى البويطي.
- إسماعيل بن يحيى المزني.
- الحسن بن القاسم الطبري.
- محمد بن نصر المروزي.
- القاضي حسين.
- ابن عبد الحكم.
- ابن خيران.
- ابن كج.
- ابن عساكر.
- ابن المقري.
- ابن قاضي شهبة.
- ابن علان.
- ابن رسلان.
- ابن الأهدل.
- ابن حمويه.
- ابن الصلاح.
- ابن العطار.
- ابن الرفعة.
- ابن الأنماطي.
- ابن الزملكاني.
- ابن النقيب.
- ابن إمام الكاملية.
- ابن خفيف الشيرازي.
- ابن دقيق العيد (تلميذ النووي، ومجدد المائة السابعة).
- ابن حجر الهيتمي.
- شمس الدين السخاوي (تلميذ ابن حجر العسقلاني).
- قطب الدين النيسابوري (شيخ صلاح الدين الأيوبي).
- سديد الدين التزمنتي.
- عضد الدين الإيجي.
- سيف الدين الآمدي.
- تقي الدين المقريزي.
- تقي الدين الحصني.
- تقي الدين السبكي.
- تاج الدين السبكي.
- جلال الدين المحلي.
- بدر الدين بن جماعة.
- زكي الدين المنذري.
- ناصر الدين البيضاوي.
- كمال الدين بن أبي شريف.
- ولي الدين العراقي.
- شرف الدين المناوي وأخوه القاضي تاج الدين المناوي.
- نجم الدين الخبوشاني.
- شرف الدين الدمياطي.
- شمس الدين الكفيري.
- صلاح الدين العلائي.
- زين الدين العراقي.
- سراج الدين البلقيني.
- جلال الدين البلقيني.
- شمس الدين الرملي.
- محب الدين الطبري.
- شهاب الدين الأذرعي.
- علم الدين السخاوي.
- جمال الدين الإسنوي.
- شمس الدين الخسروشاهي.
- صفي الدين الهندي الأرموي.
- جلال الدين القزويني.
- جمال الإسلام السلمي (مفتي الشام).
- ركن الإسلام أبو محمد الجويني وابنه إمام الحرمين أبو المعالي الجويني.
- أبو بكر البيهقي.
- أبو بكر الإسماعيلي.
- أبو إسحاق الشيرازي.
- أبو القاسم الإسفراييني.
- أبو إسحاق الإسفراييني.
- أبو إسحاق الثعلبي.
- أبو عبد الله الطبري (مفتي مكة ومحدثها).
- أبو بكر الشاشي التركي الملقب فخر الإسلام.
- أبو شجاع الأصفهاني.
- أبو الحسين الملطي.
- أبو القاسم القشيري.
- أبو عثمان الصابوني.
- أبو الفتح الشهرستاني.
- أبو القاسم الأنصاري.
- أبو سليمان السعدي (صاحب مجتنى التفسير).
- أبو عبد الله النسوي المعروف بالبويطي.
- أبو نعيم الأصبهاني.
- أبو بكر بن قوام.
- أبو بكر القفال الشاشي.
- أبو سعد المتولي النيسابوري.
- أبو علي الدقاق النيسابوري.
- أبو نصر البندنيجي.
- أبو علي السرخسي.
- أبو الفتح المصيصي.
- أبو سهل الصعلوكي.
- أبو المعالي الفراوي.
- أبو بكر بن عبد الله العيدروس.
- جعفر بن إسماعيل البرزنجي.
- عبد القاهر البغدادي.
- عبد القاهر الجرجاني.
- عبد الوهاب الشعراني.
- عبد البر الأجهوري.
- عبد الله بن أسعد المازني.
- عبد الله بن علوي الحداد.
- أحمد زيني دحلان.
- الحاكم النيسابوري.
- الخطيب البغدادي.
- الخطيب الشربيني.
- الدمشقي العثماني.
- البجيرمي.
- الملوي.
- المناوي.
- الماسرجسي.
- نصر المقدسي.
- حسن العطار.
- إبراهيم الباجوري.
- يوسف الدجوي.
- يوسف النبهاني.

وغيرهم كثير.

## وصلات خارجية
- بوابة الحركات الاسلامية: المذهب الشافعي.. الوسطية بين أهل الحديث وأهل الرأي